# トム・キューザック
トム・キューザック（Tom Cusack、1993年3月1日 - ）は、スーパーラグビーブランビーズに所属するラグビー選手。

## プロフィール
- オーストラリア・キャンベラ出身[1]。
- ポジションはフランカー(FL)。
- 身長 191cm、体重 101kg
- U20オーストラリア代表に選ばれたことがある[2]。
- リオ五輪の7人制オーストラリア代表に選ばれた[3]。

## 略歴
キャンベラ・ヴァイキングズ、NSWカントリーを経て、2017年、ブランビーズに加入。